# Curiglia con Monteviasco
Curiglia con Monteviasco – miejscowość i gmina we Włoszech, w regionie Lombardia, w prowincji Varese.
Według danych na rok 2004 gminę zamieszkiwało 201 osób, 18,3 os./km².